# Mercurial World
| Совокупная оценка | Совокупная оценка |
| Источник          | Оценка            |
| ----------------- | ----------------- |
| Metacritic        | 78/100            |
| Оценки критиков   |                   |
| Источник          | Оценка            |
| AllMusic          | [ 2 ]             |
| Beats Per Minute  | 74%               |
| Exclaim!          | 7/10              |
| The Guardian      | [ 5 ]             |
| Pitchfork         | 8.0/10            |
| PopMatters        | 8/10              |
| Under the Radar   | [ 8 ]             |

Mercurial World — дебютный студийный альбом американской синти-поп-группы Magdalena Bay, изданный 8 октября 2021 года лейблом Luminelle.
Альбом получил положительные отзывы обозревателей и критиков музыкальной прессы, включен во многие итоговые списки.

## Композиция
Mercurial World сочетает разнообразные стили, включая синти-поп, электро-поп, дрим-поп с элементами диско, фанка, поп-рока, шугейз, EDM, чиптюн, барокко-поп, софисти-поп и другие направления.
Инструментарий альбома состоит из «фанк-гитары, прыгающего диско-пианино, и всех текстур и тонов синтезаторов, которые только можно себе представить».

## Отзывы
Альбом получил положительные отзывы музыкальной критики и интернет-изданий. Он получил 78 из 100 баллов на интернет-агрегаторе Metacritic. 

### Итоговые списки
| Публикация                      | Список                                 | Ранг | Ссылка |
| ------------------------------- | -------------------------------------- | ---- | ------ |
| God Is in the TV                | God Is in the TV Albums of 2021: 50-1  | 34   | [ 9 ]  |
| Gorilla vs. Bear                | Gorilla vs. Bear's Albums of 2021      | 1    | [ 10 ] |
| The New Yorker – Sheldon Pearce | My Thirty Favorite Albums of 2021      | N/A  | [ 11 ] |
| Our Culture Mag                 | The 50 Best Albums of 2021             | 19   | [ 12 ] |
| PopMatters                      | The 75 Best Albums of 2021             | 20   | [ 13 ] |
| Pitchfork                       | The 50 Best Albums of 2021             | 49   | [ 14 ] |
| Pitchfork                       | The Best Progressive Pop Music of 2021 | N/A  | [ 15 ] |
| Rolling Stone – Rob Sheffield   | Rob Sheffield's Top 20 Albums of 2021  | 13   | [ 16 ] |
| The Young Folks                 | The 50 Best Albums of 2021             | 47   | [ 17 ] |

## Список композиций
Слова и музыка всех песен — и спродюсированы Magdalena Bay.
| №                   | Название                | Длительность |
| ------------------- | ----------------------- | ------------ |
| 1.                  | «The End»               | 0:31         |
| 2.                  | «Mercurial World»       | 3:01         |
| 3.                  | «Dawning of the Season» | 3:24         |
| 4.                  | «Secrets (Your Fire)»   | 4:05         |
| 5.                  | «You Lose!»             | 3:24         |
| 6.                  | «Something for 2»       | 3:36         |
| 7.                  | «Chaeri»                | 4:17         |
| 8.                  | «Halfway»               | 1:58         |
| 9.                  | «Hysterical Us»         | 3:55         |
| 10.                 | «Prophecy»              | 3:34         |
| 11.                 | «Follow the Leader»     | 3:04         |
| 12.                 | «Domino»                | 3:42         |
| 13.                 | «Dreamcatching»         | 3:27         |
| 14.                 | «The Beginning»         | 4:01         |
| Общая длительность: | Общая длительность:     | 45:05        |

## Чарты
| Чарт (2021)                         | Высшая позиция |
| ----------------------------------- | -------------- |
| США Current Album Sales (Billboard) | 59             |
| США Heatseekers Albums (Billboard)  | 18             |